# Cmentarz wojenny nr 194 – Szczepanowice-Żabno
Cmentarz wojenny nr 194 – Szczepanowice-Żabno – cmentarz wojskowy z okresu I wojny światowej w Szczepanowicach, w gminie Pleśna (woj. małopolskie). Na cmentarzu spoczywa 44 poległych żołnierzy, walczących po obu stronach konfliktu.

## Historia
Pochowani na cmentarzu żołnierze polegli w 1914 i 1915 roku, w czasie zażartych walk toczonych w okolicy w okresie I wojny światowej. Cmentarz został zaprojektowany przez Heinricha Scholza, jako jeden z zachodniogalicyjskich cmentarzy wojennych. Zbudował go Oddział Grobów Wojennych C. i K. Komendantury Wojskowej w Krakowie w VI okręgu tarnowskim.
Po II wojnie ranga cmentarzy z I wojny w świadomości społeczeństwa i ówczesnych władz zmalała. Cmentarze w naturalny ulegały niszczeniu pod wpływem szkodliwych czynników atmosferycznych i destrukcyjnego działania roślinności. Dopiero od lat 90. zaczęto bardziej dbać o cmentarze z I wojny światowej. 
Cmentarz znajduje się w zacienionym i wilgotnym miejscu, co sprzyja jego niszczeniu. Remontowany był wielokrotnie, ostatni raz w 2022 roku. W 2010 roku cmentarz został wpisany do rejestru zabytków.  

## Opis cmentarza
Cmentarz usytuowany jest na stoku masywu Lubinka, po wschodniej stronie drogi biegnącej, przez osiedle Żabno, ze Szczepanowic do Lubinki. Został zaprojektowany na planie wydłużonego prostokąta z wypuszczoną od strony wschodniej wnęką. Wejście na cmentarz prowadzi po betonowych schodkach, za którymi znajduje się niska metalowa dwuskrzydłowa furtka, zamontowana na środku ogrodzenia wykonanego z grubych łańcuchów zwieszających się z betonowych słupków. Pozostałe trzy boki cmentarza ogrodzono masywnym kamiennym murem, odcinki okalające niszę z pomnikiem są znacznie podwyższone.  
Pomnik główny, w postaci obelisku wykonanego z piaskowca, wkomponowano w mur okalający tylną część cmentarza. W górnej części obelisku widnieje krzyż, a pod nim daty: 1914 i 1915; w dolnej części wykuto inskrypcję w języku niemieckim, która w tłumaczeniu na polszczyznę brzmi: „Dążyliśmy do waśni – znaleźliśmy pokój”. 
Mogiły poległych żołnierzy rozmieszczono w dwóch równoległych rzędach. Nagrobki mają postać kamiennych stel, na których zamocowano okrągłe emaliowane tabliczki imienne. Stele wieńczą żeliwne krzyże, wykonane wg projektu Gustawa Ludwiga. Krzyże na nagrobkach żołnierzy armii austro-węgierskiej, wzorowane na Wojskowym Krzyżu Zasługi, zdobi girlanda z liści laurowych – symbol chwały należnej zwycięzcom. Natomiast dwuramienne krzyże na mogiłach żołnierzy armii rosyjskiej ozdobiono girlandą liści lipowych. Według tradycji symbol lipy ma zapewnić zmarłym spokojny, wieczny sen.

## Polegli
W 44 grobach pojedynczych pochowano tu 22 żołnierzy armii austro-węgierskiej i 22 żołnierzy armii rosyjskiej. Znane są nazwiska 24 poległych żołnierzy, większość z nich zginęła w 1914 roku. Po stronie austro-węgierskiej walczyli oni w: 18. pułku piechoty landwehry (rekrutującym żołnierzy w okolicach Przemyśla i Sanoka),  81. pułku piechoty (rekrutującym w okolicach Jihlavy w Czechach), 11. mukaczewskim i 16. bańskobystrzyckim pułku piechoty honwedu, 34. batalionie landszturmu, 1. i 3. pułku cesarskich strzelców tyrolskich. Z jednostek rosyjskich znany jest tylko chersoński pułk piechoty.

## Galeria

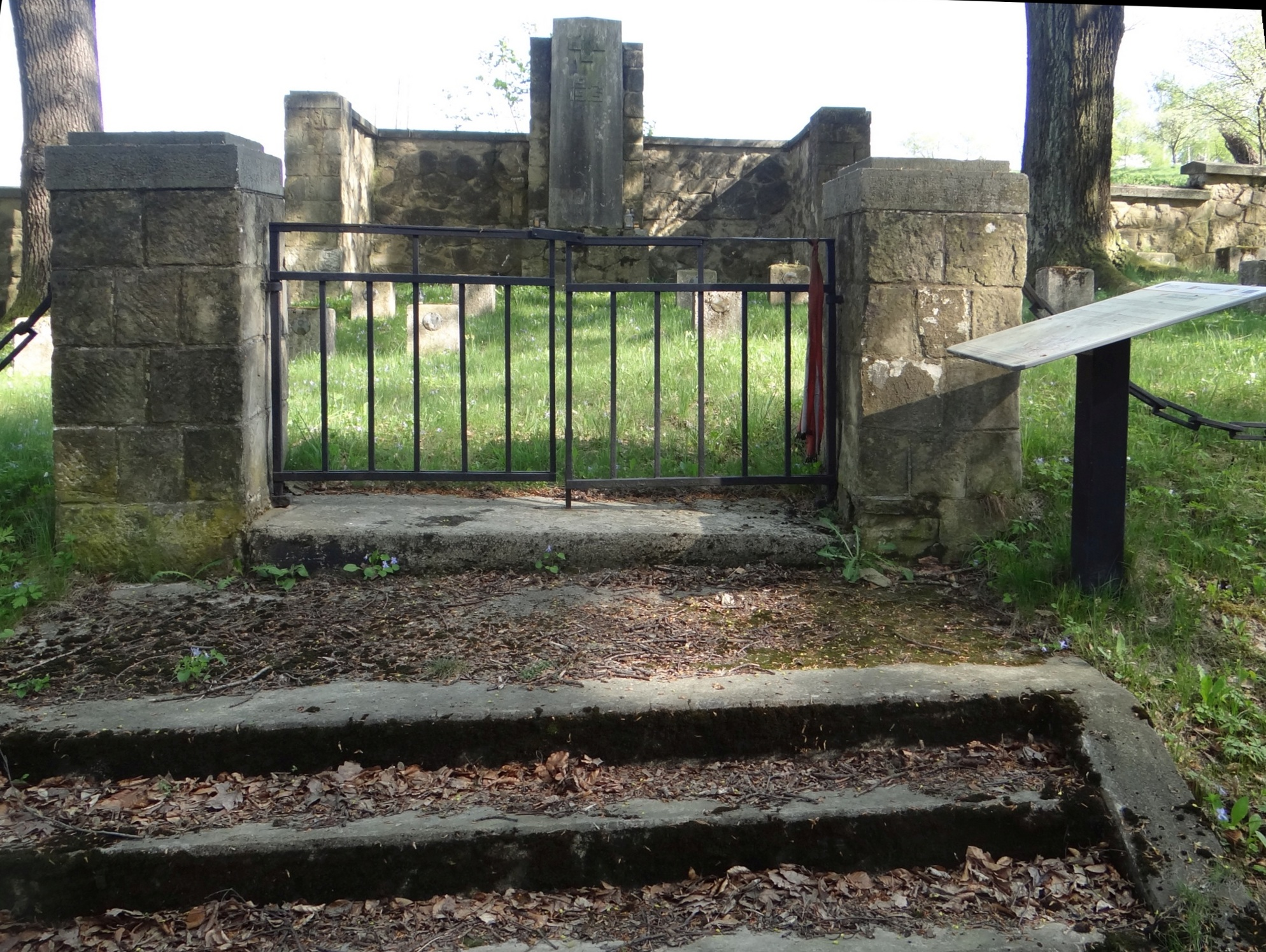
Brama wejściowa
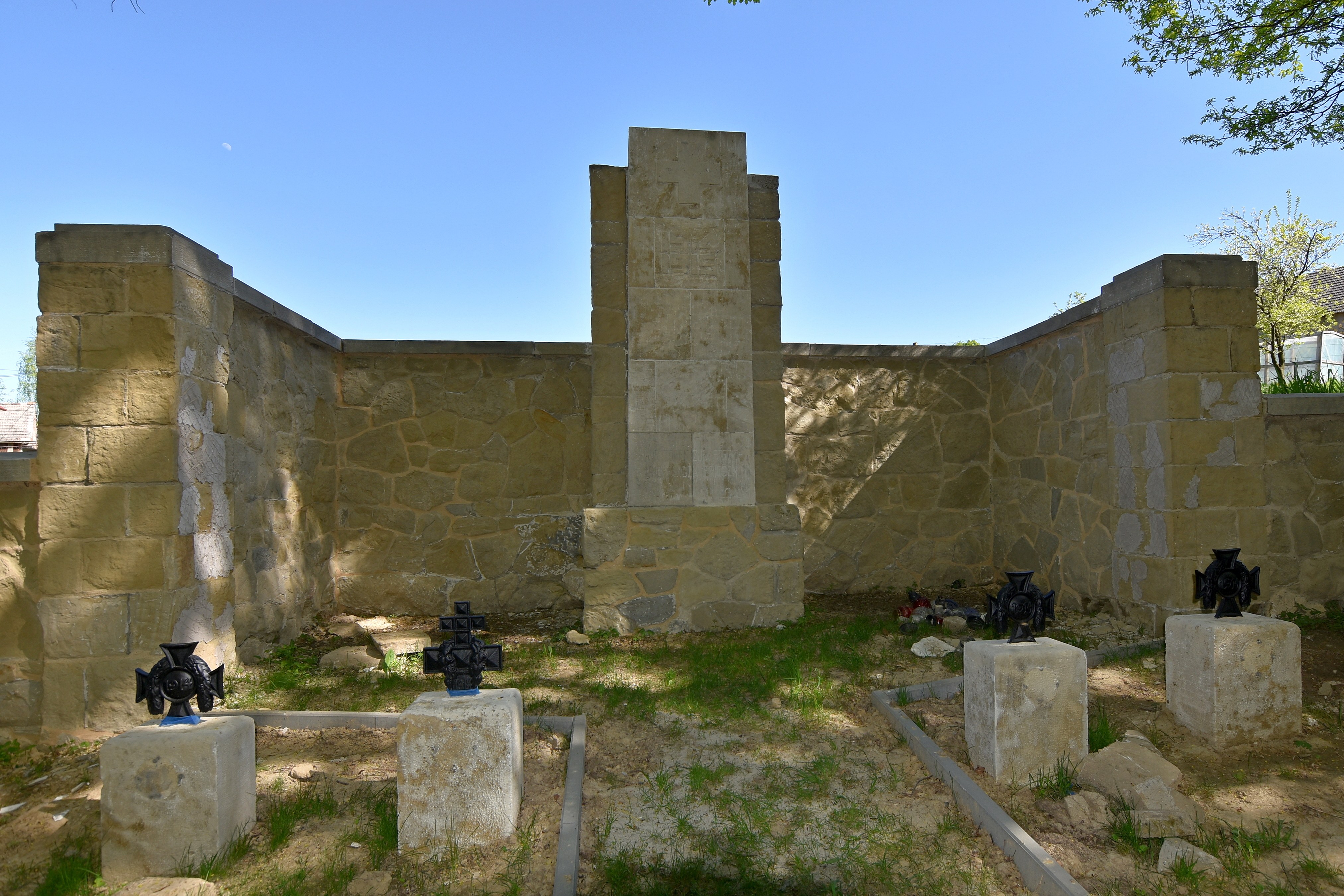
Pomnik główny
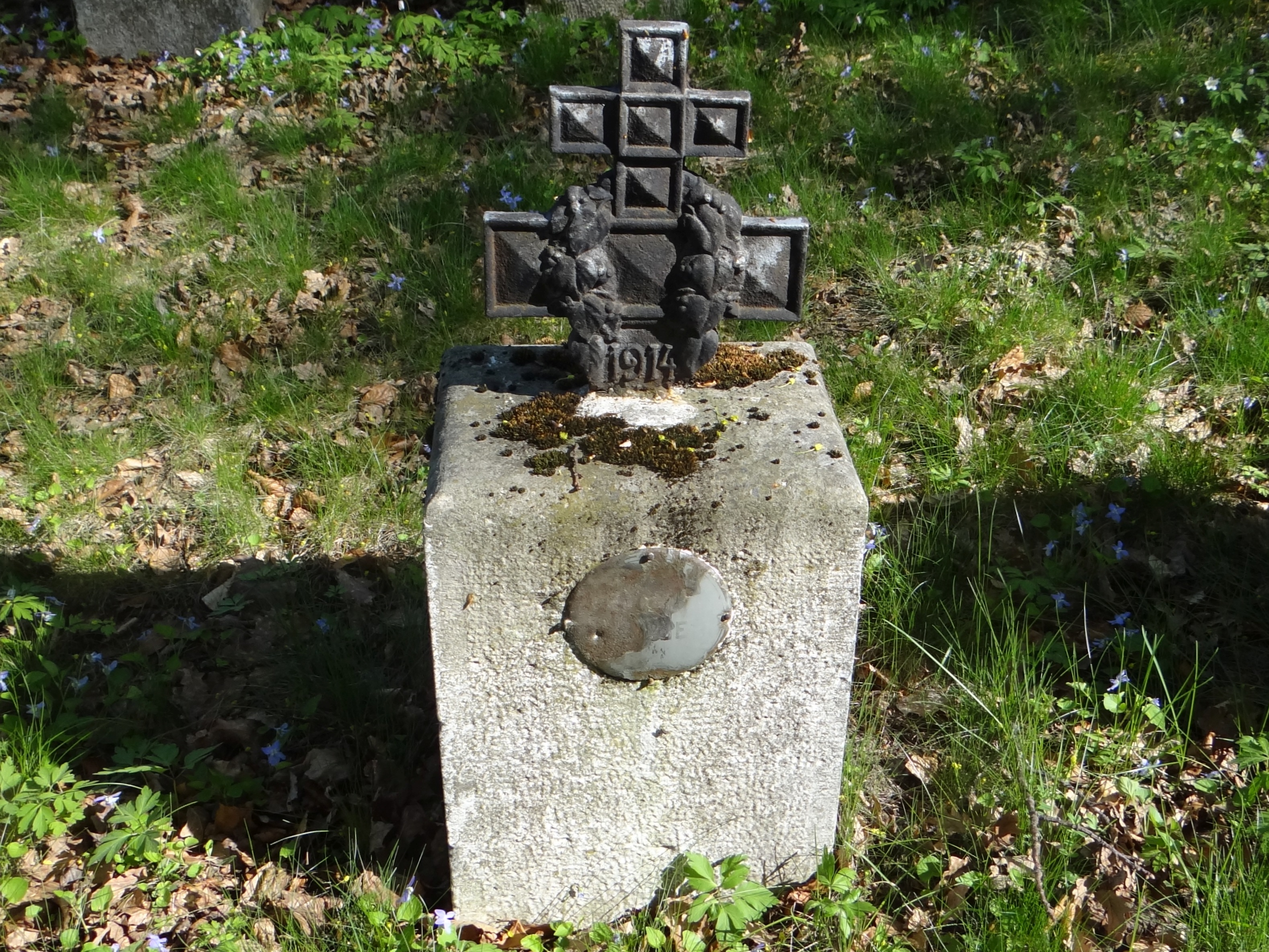
Nagrobek żołnierza armii rosyjskiej
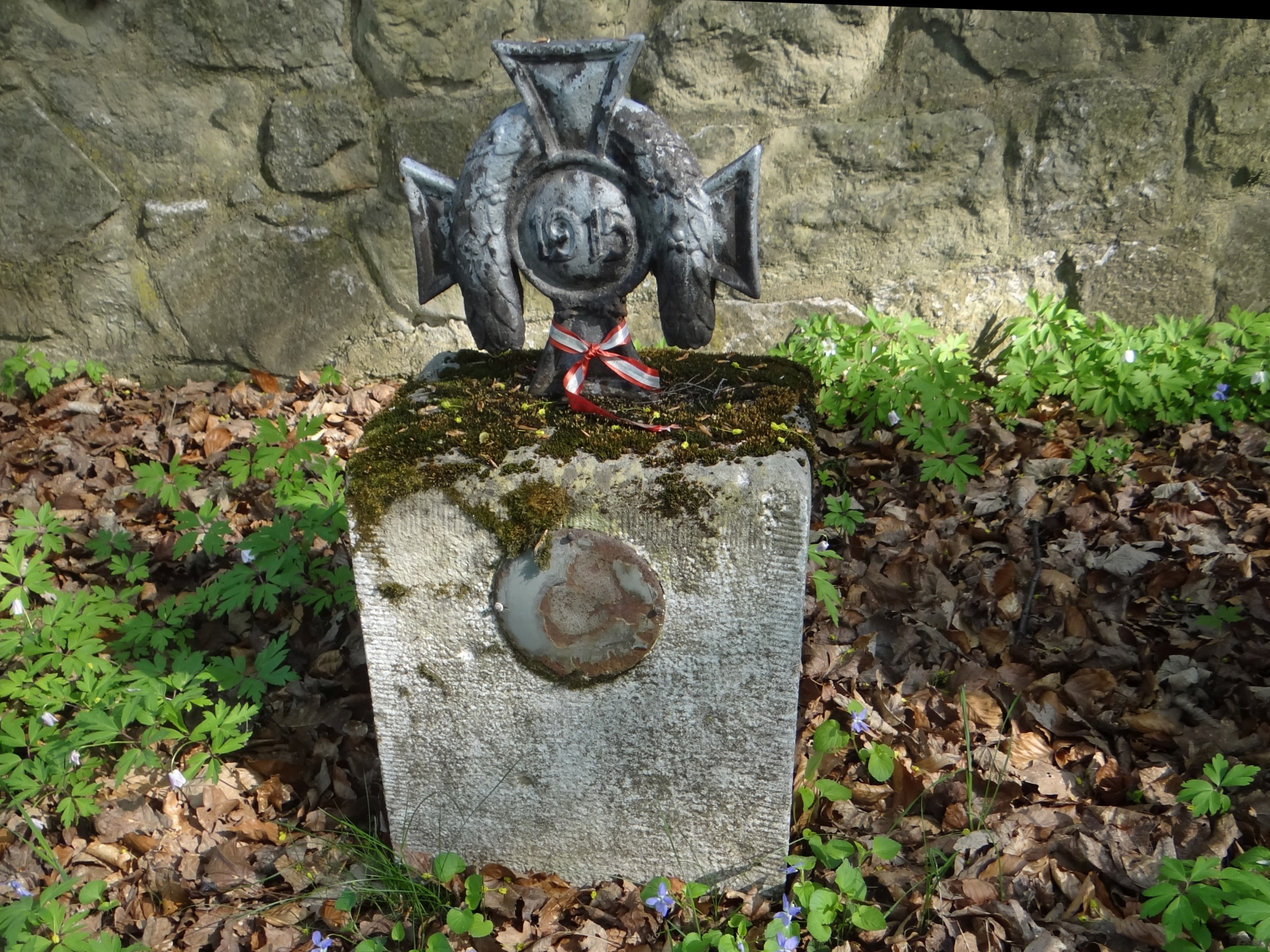
Nagrobek żołnierza armii austro-węgierskiej
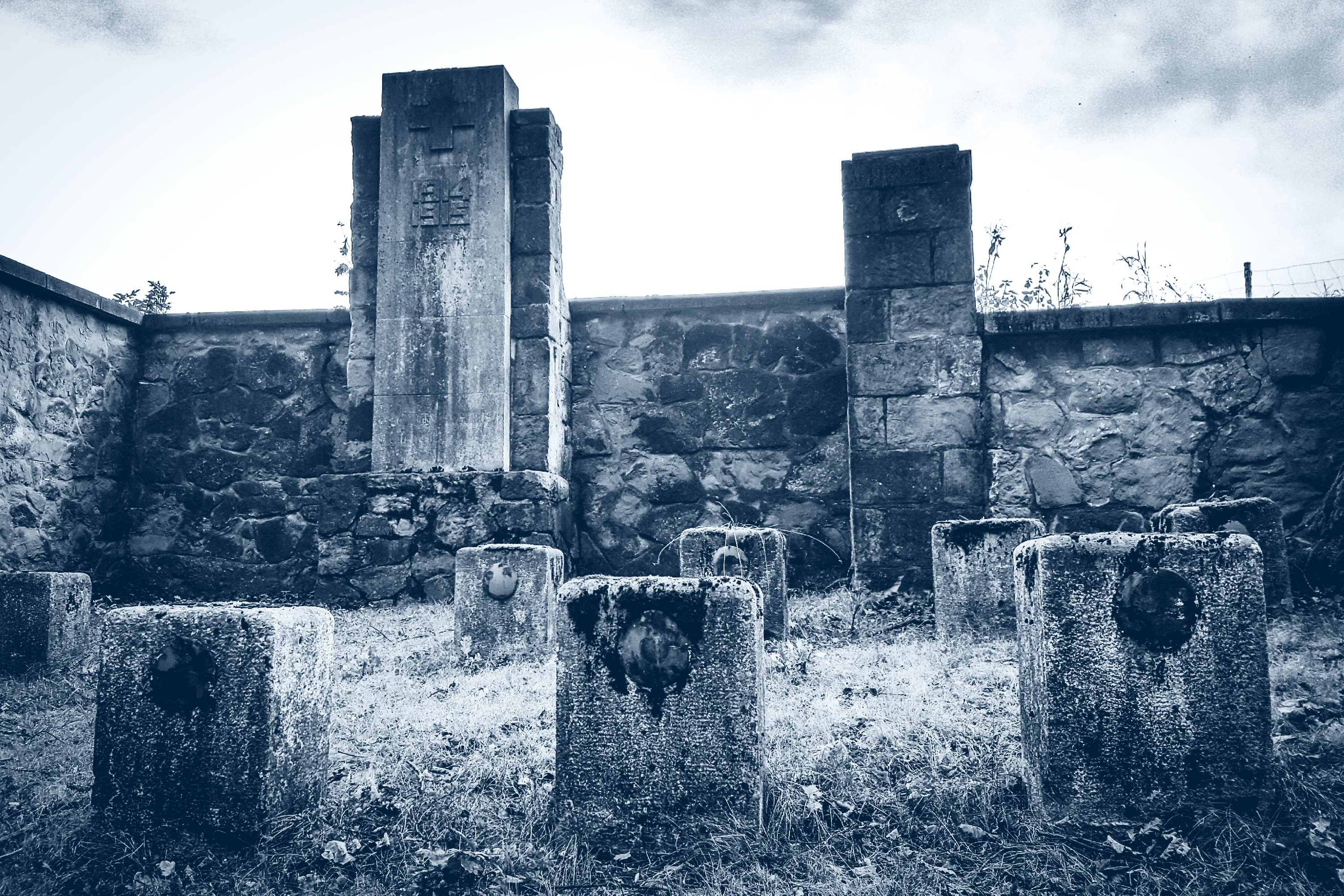
Nagrobki i pomnik główny